# 米格利娜·科维安
米格利娜·科维安（西班牙語：Miguelina Cobián，1941年12月19日—2019年12月1日），古巴女子田径运动员。她曾代表古巴参加1964年和1968年夏季奥林匹克运动会田径比赛，其中1968年奥运会获得一枚银牌。